# Hyæna
| Recensione   | Giudizio    |
| ------------ | ----------- |
| AllMusic     |             |
| Melody Maker | buono       |
| The Quietus  | molto buono |

Hyæna è il sesto album in studio del gruppo musicale inglese Siouxsie and the Banshees, pubblicato l'8 giugno 1984.

## Il disco
Così come nel precedente live Nocturne, la band si avvale della collaborazione come chitarrista di Robert Smith, leader dei Cure, in momentanea pausa dal suo gruppo. Hyaena segue la nuova linea sperimentata dai Banshees nel precedente A Kiss in the Dreamhouse, che aveva abbandonato i suoni duri e "sporchi" del punk degli esordi per arrangiamenti più ricchi, sofisticati e "barocchi".
Il brano di apertura, Dazzle, caratterizzato dagli archi suonati da un'orchestra di 27 elementi chiamata "The Chandos Players", è stato arrangiato su una melodia che Siouxsie Sioux ha composto al pianoforte. Hyæna è l'unico album in studio che Robert Smith dei Cure ha composto e inciso con Siouxsie and the Banshees.
L'album raggiunse la posizione n. 15 delle classifiche britanniche, ma le reazioni della critica musicale furono contrastanti. Negli Stati Uniti, Hyæna è stato il primo album dei Banshees ad essere distribuito per una major - la Geffen Records (allora etichetta sorella della Polydor per il Regno Unito). I singoli estratti furono Swimming Horses (pubblicato il 16 marzo 1984, raggiunse la posizione n. 28 delle classifiche) e Dazzle (pubblicato il 25 maggio 1984, posizione n. 33). È stato ristampato, rimasterizzato e ampliato nel 2009.
Il singolo Dear Prudence, cover di una canzone dei Beatles, pubblicato il 23 settembre 1983 e incluso solo nella versione statunitense dell'album, divenne il maggior successo commerciale dei Banshees, arrivando alla posizione n. 3 delle classifiche britanniche nel settembre dell'anno precedente.

## Tracce
Testi di Sioux, musiche di Siouxsie and the Banshees, tranne ove indicato.

### Versione standard
1. Dazzle - 5:31
2. We Hunger - 3:30
3. Take Me Back - 3:05
4. Belladonna - 4:30 (testo: Severin)
5. Swimming Horses - 4:05
6. Bring Me the Head of the Preacher Man - 4:37  (testo: Severin)
7. Running Town - 4:02
8. Pointing Bone - 3:49 (testo: Severin)
9. Blow the House Down - 7:03

Tracce bonus rimasterizzazione CD 2009
1. Dear Prudence - 3:48 (Lennon)
2. Dazzle (12" Glamour Mix) - 7:06
3. Baby Piano (Part 1) - 1:48 (musica: Sioux)
4. Baby Piano (Part 2) - 5:43 (musica: Sioux)

### Versione statunitense
1. Dazzle - 5:41
2. We Hunger - 3:30
3. Take Me Back - 3:02
4. Belladonna - 3:30 (testo: Severin)
5. Swimming Horses - 4:04
6. Dear Prudence - 4:06 (Lennon)
7. Bring Me the Head of the Preacher Man - 4:37
8. Running Town - 4:04
9. Pointing Bone - 3:48 (testo: Severin)
10. Blow the House Down - 7:00

## Formazione
- Siouxsie Sioux - voce
- Robert Smith - chitarra, tastiere
- Steven Severin - basso, tastiere
- Budgie - batteria, percussioni, marimba

### Altri musicisti
- Robin Canter - legni
- The Chandos Players - archi

### Produzione
- Mike Hedges - produzione e ingegneria del suono
- Kyprianas ret Sina - assistente ingegneria
- Kevin Metcalfe - masterizzazione
- Maria Penn - grafica